# Бхадра
Бха́дра («счастливая»; канн. ಭದ್ರಾ ನದಿ) — река в штате Карнатака на юге Индии, правая составляющая Тунгабхадры. Начинается в Западных Гатах, течёт на северо-восток через Деканское плоскогорье, принимая притоки Сомавахини-халла, Кагги-халла и Хулаги-халла. В среднем течении на реке построено крупное водохранилище. В низовье пересекает город Бхадравати. Сливается с рекой Тунга к северо-востоку от города Шивамога и образует реку Тунгабхадра.
Протекает через заповедник Бхадра. На реке построена плотина около Лаккавалли.